# Front Mission: Gun Hazard
Front Mission Series: Gun Hazard é um jogo de Role Playing-Shooter e Shoot 'em up  desenvolvido pela Omiya Soft e publicada pela Square, foi lançado no Japão em 23 de Fevereiro de 1996 para o Super Nintendo.